# 卡特縣 (奧克拉荷馬州)
卡特县（英語：Carter County）是美國奧克拉荷馬州南部的一個縣。面積2,159平方公里。根據美國2000年人口普查，共有人口45,621人。縣治阿德莫爾（Ardmore）。
成立於1907年。縣名是紀念當地一個顯要家族。